# Sunny Lane
Sunny Lane (2 de março de 1980, Geórgia, Estados Unidos) é uma atriz pornográfica estadunidense. Na juventude trabalhou como patinadora profissional. Em 2011 anunciou seu afastamento do pornô por motivo de seu casamento.
Também competiu patinação artística no gelo na dança no gelo, sendo treinada por James Millns para preparação para os Jogos Olímpicos, quando teve que fazer uma cirurgia no joanete. Impossibilitada de treinar, começou a carreira de stripper como forma de sobrevivência financeira.
Posteriormente, Sunny Lane tornou-se dançarina exótica e ganhou o concurso Déjà Vu Showgirl no ano de 2004. Lane foi convidada a apresentar o AVN Award em 2005, e após a festa do show foi procurada por Sean Michaels que a encorajou a posar para revista Playboy. Lane começou a atuar em filmes adultos no mesmo ano.
Possui 5 indicações no AVN Awards 2007, incluindo a segunda indicação para melhor atriz.
Lane anunciou em junho de 2007 que além de trabalhar como atriz pornográfica, faria algumas aparições como dançarina em um circuito de clubes de strip-tease.
Sua carreira é administrada por seus pais, Mike e Shelby, com quem mora em seu apartamento.

## Prêmios
- AVN Award para melhor cena de sexo POV (Goo Girls 26)
- 2009 AVN Award para melhor cena de sexo POV (Goo Girls 26)
- 2007 Prêmio Adultcon para melhor atriz em performance de coito.

## Imagens

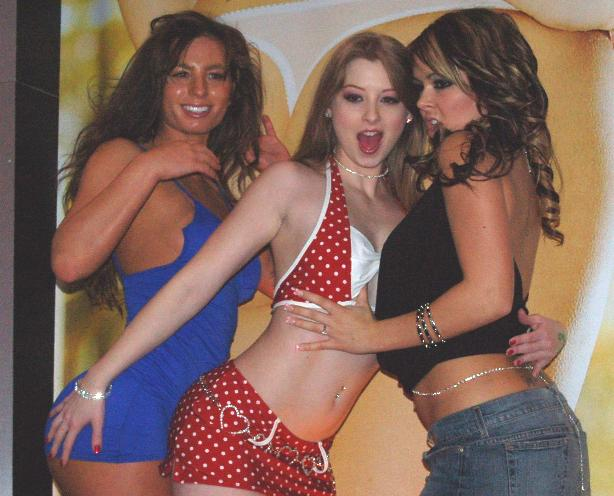
Em 6 de Janeiro de 2006, com Naomi Russell (esq.) e Julia Bond (dir.).
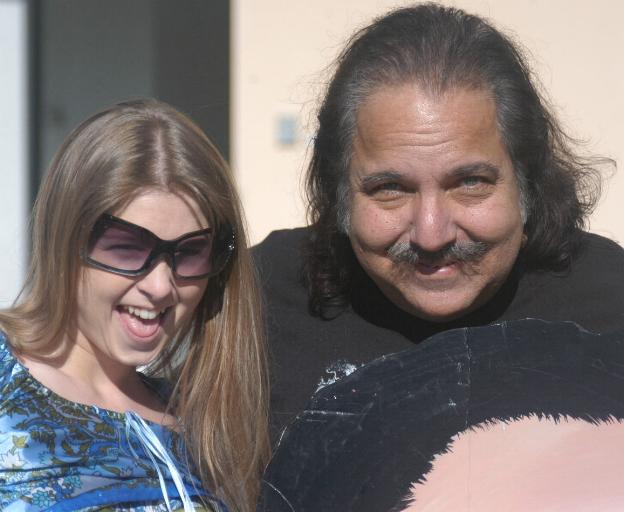
Ao lado de Ron Jeremy (5 de Dezembro de 2006).
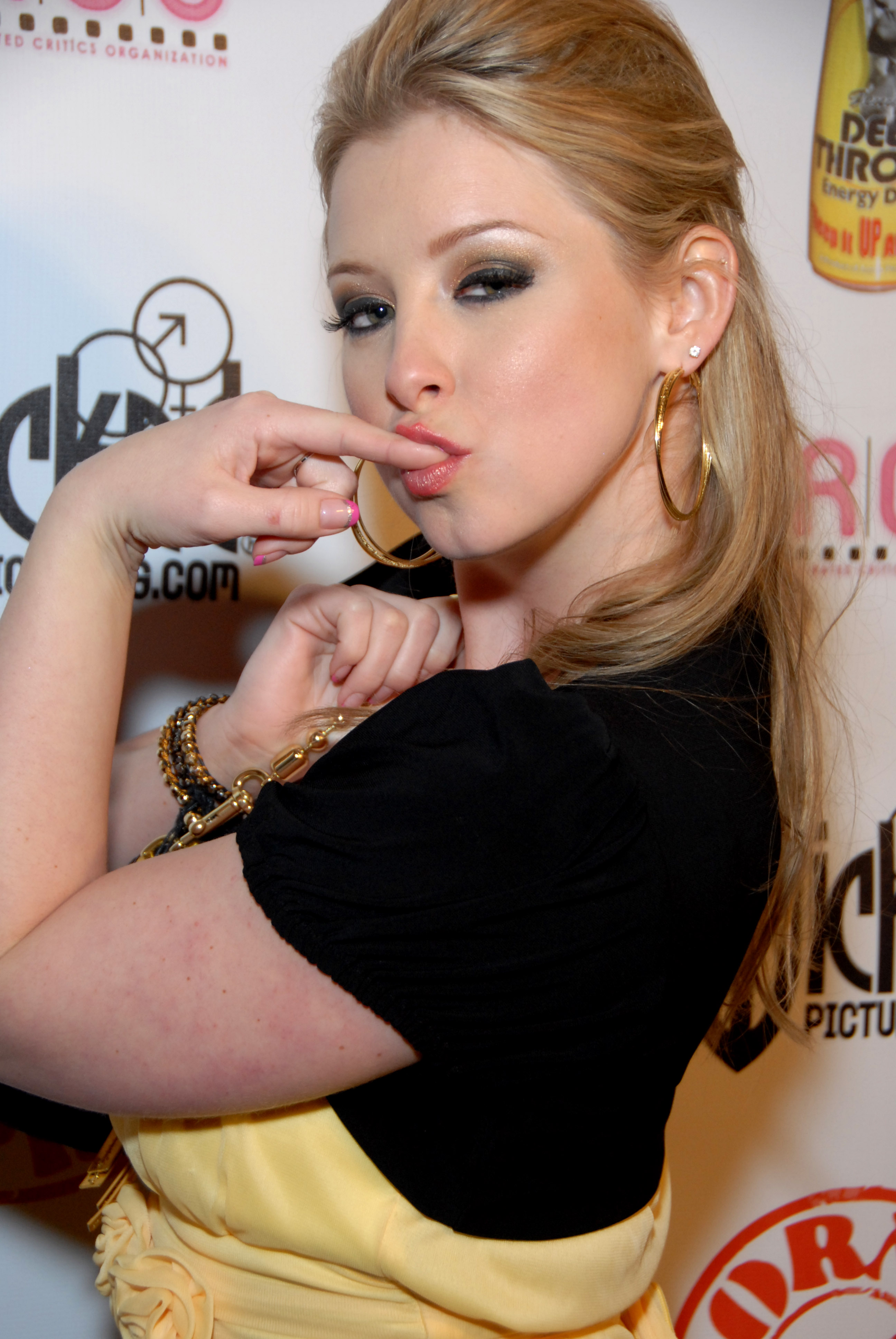
Na XRCO Awards, (Hollywood, 16 de abril de 2009).
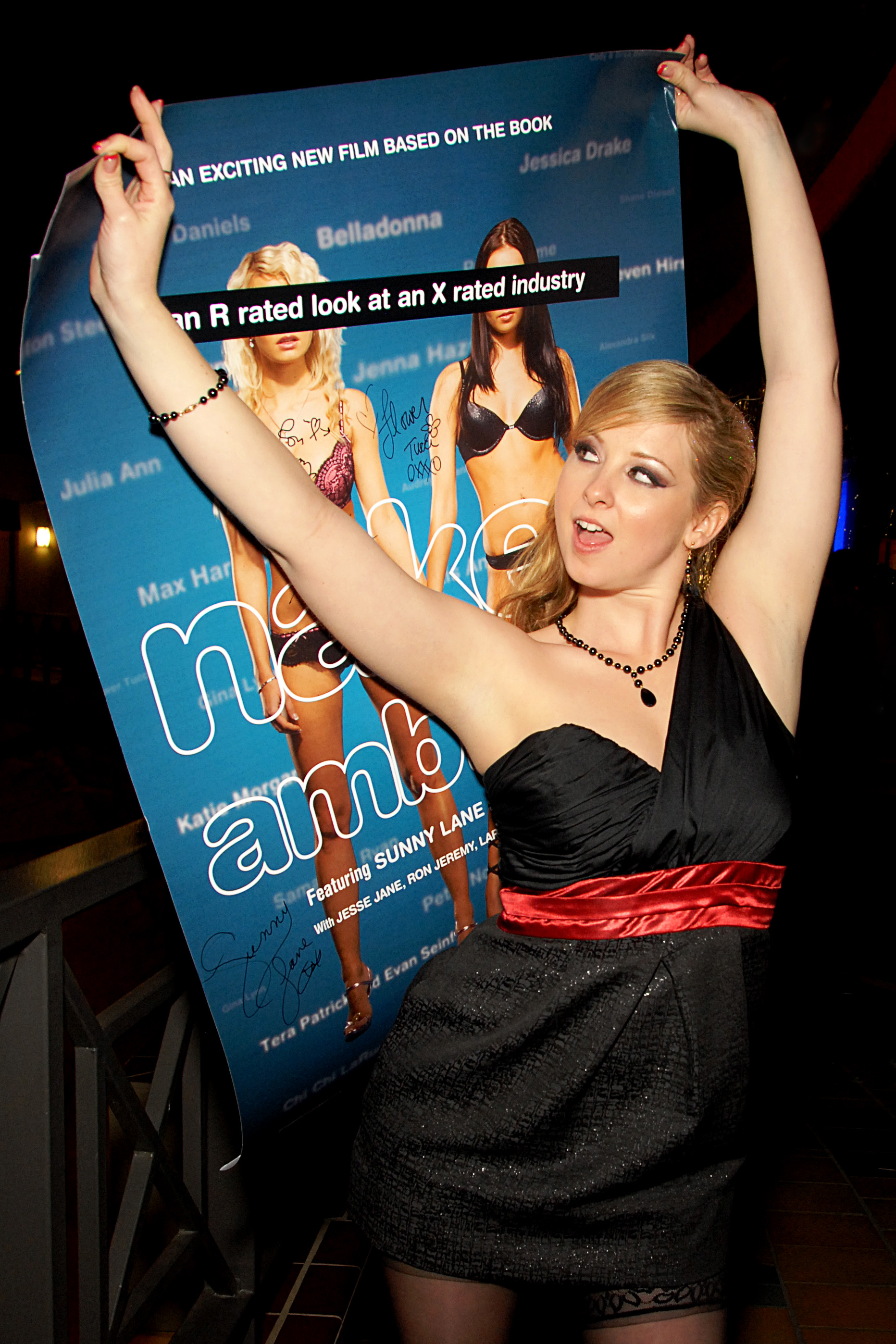
Na estréia do documentário Naked Ambition,[3]   (Hollywood, 30 de abril de 2009).